# Philemon Opong Sika
Filemone Opong Sika, noto come P.O. Sika (Accra, 1966), è un artista ghanese.

## Biografia
Ha avuto una formazione classica al Ghanatta College of Art di Accra e si è laureato in Educazione Artistica nel 1985.
Sika ha insegnato arte sin dall'inizio e allo stesso tempo gestito il suo studio privato fino a diventare artista a tempo pieno.

## Pratica artistica
P.O. Sika è ispirato alla vita tradizionale, culturale e sociale degli africani e combina realismo e astrazione in modo efficace. Utilizza una gamme medie e la sua produzione spazia da oli, acrilici, acquerelli, a disegni ad inchiostro.

## Mostre
Ha vinto il Premio Nazionale per il Festival Mondiale della Gioventù ed il 12 ° Art Contest student nel 1985 in Ghana, ha anche partecipato al festival di Mosca, in Russia.
Il Museo Nazionale del Ghana ha il suo lavoro "Sankofa Calling" tra la sua collezione.